# Canal Pomar

Provincia Antártica Chilena

Comuna Cabo de Hornos

Canal Pomar es uno de los nombres que toma el canal Beagle en su recorrido. Es la continuación del canal Ballenero y uno de los canales fueguinos que fluye aproximadamente 16 millas por el norte de la isla O'Brien. En el extremo oriental del canal Ballenero está situada la isla O'Brien que divide el canal principal en dos ramas, los canales Pomar y O'Brien que corren respectivamente por el norte y sur de esta.
Administrativamente pertenece a la Región de Magallanes y Antártica Chilena, Provincia de la  Antártica Chilena, comuna Cabo de Hornos.. El canal queda dentro del parque nacional Alberto de Agostini
Desde hace aproximadamente 6000 años hasta mitad del siglo XX sus costas fueron habitadas por los pueblos kawésqar y yamana. A comienzos del siglo XXI estos pueblos habían sido prácticamente extinguidos por la acción del hombre blanco.

## Recorrido
Se desplaza 16 millas por el lado norte de la isla O'Brien; las primeras 7 millas de su parte occidental en dirección NE-SW y la segunda parte de 9 millas en dirección general ESE-WNW. 
En la entrada del sector occidental hay varias rocas e islotes que reducen su espacio navegable a poco más de 1 cable de ancho. Esta característica más la corriente, que en la creciente alcanza hasta 4 nudos, hacen su navegación difícil y por lo tanto no recomendable en circunstancias que existe el canal O'Brien que es más ancho, despejado y corto.
La costa norte la constituye la costa sur de la isla Grande de Tierra del Fuego, su costa sur la forma la costa norte de la isla O'Brien.

## Historia
Desde hace unos 6000 años sus aguas eran recorridas por los pueblos kawésqar y yámanas, nómades canoeros, recolectores marinos. Esto duró hasta mediados del siglo XX en que prácticamente ya habían sido extinguidos por la acción del hombre blanco.
A fines del siglo XVIII, a partir del año 1788 comenzaron a llegar a la zona los balleneros, los loberos y cazadores de focas ingleses y estadounidenses y finalmente los chilotes.
Desde el 28 de enero de 1830 hasta el 16 de febrero del mismo año, durante la expedición inglesa del comandante Phillip Parker King, el HMS Beagle bajo el mando del comandante Robert Fitz Roy estuvo fondeado en puerto Townshend ubicado en el extremo SE de la isla London. La causa de tan larga permanencia fue que los indígenas del sector le robaron una embarcación y él decidió buscarla mientras aprovechaba de explorar y levantar las costas circundantes.
Durante el año 1901 el crucero Presidente Pinto de la Armada de Chile efectuó trabajos de levantamiento hidrográfico en el sector del canal.

## Geología y orografía
Bajo el punto de vista geológico, las islas del canal Ballenero constituyen la continuación del extremo meridional de América. Separadas por los grandes cataclismos que formaron las depresiones que después llenó el mar, sus montañas pertenecen al sistema andino; las llanuras son muy análogas a las estepas de la Patagonia. Especialmente en las islas Clarence y Londonderry predomina la formación volcánica.
Bajo el punto de vista de su orografía y relieve el archipiélago fueguino se divide en dos secciones: la zona insular o cordillerana y la zona pampeana. El canal Ballenero está en la zona cordillerana o insular.

## Mareas y corrientes
La creciente, que tira hacia el este, en su entrada occidental alcanza 4 nudos. La vaciante es menos sensible.

## Islas

### Islas Medio Canal
Es un grupo formado por una isla y un islote, situado al centro de la Angostura Pomar a 1½ millas al NE de la punta Lautaro extremo oriental de la isla Pomar. Estas dejan dos canalizos navegables, los pasos Norte y Sur. 
La isla mayor desprende sargazales hacia el SW y hacia el NE.

## Angosturas

### Angostura Pomar
Mapa de la angostura
Su entrada oeste, que da al canal Ballenero se abre entre la punta Pinto de la isla O'Brien y la isla Pomar ubicada a poco más de 1½ millas al norte de esta. 
En el sector occidental su curso es estrecho y su ruta de navegación corre paralela a la costa SE de la isla Pomar. La profundidad en esta parte varía entre 20 y 50 metros. A 1½ cable al ESE del extremo E de la isla Pomar se encuentra el islote Salida e inmediatamente al sur de este la pequeña isla Mamy. Desde este punto hasta las islas Medio Canal la angostura es limpia.
La isla Medio Canal localizada en el centro del canal deja dos pasos, el Paso Norte y el Paso Sur, el track recomendado pasa por el Paso Norte. El tramo final de la angostura corre entre la isla O'Brien por el sur y las islas Nany y Fierro por el norte.

## Puertos

### Puerto Almeida
Las coordenadas de su punto de referencia según la carta son: L:54°50’06” S. G:70°38’01” W. Se encuentra sobre la costa norte de la isla O'Brien, 4 millas al ENE de la punta Pinto, extremidad occidental de dicha isla. Tiene 7 cables de ancho por 6 cables de saco orientado hacia SSW.
Su profundidad disminuye regularmente desde el centro del puerto hacia el fondo del saco. Hay fondeadero en 18 a 20 metros de agua sobre fondo de arena. El surgidero es excelente. Los vientos no se sienten con fuerza.

### Puerto Ballenas
Se encuentra localizado 3 millas al oriente del puerto Almeida, en la costa norte de la isla O'Brien. 
Sus coordenadas según la carta son: L:54°49’27” S. G:70°31’46” W. Tiene 10 cables de ancho por 11 cables de saco en dirección N-S. 
En el centro de la bahía se sondan entre 47 y 60 metros de agua, profundidad que disminuye hacia las orillas. Es muy amplio, pero muy profundo por lo que debe fondearse muy cerca de tierra.

## Puntas

### Punta Americana
Es la extremidad oriental de la isla O'Brien. Es muy boscosa y muy cerca de ellas hay 3 pequeñas islitas entre las cuales se forman las caletas Gómez y Emilita. La más saliente de las islitas se llama Golondrina y a 350 metros al 060° de ella se encuentra el bajo Walton.